# Moor bei St. Margarethen
Moor bei St. Margarethen este o arie protejată (sit de importanță comunitară — SCI) din Austria întinsă pe o suprafață de 2,95 ha, integral pe uscat.

## Localizare
Centrul sitului Moor bei St. Margarethen este situat la coordonatele 46°35′49″N 14°08′52″E / 46.5969°N 14.1478°E.

## Înființare
Situl Moor bei St. Margarethen a fost declarat sit de importanță comunitară în octombrie 2017 pentru a proteja 2 specii de plante.

## Biodiversitate
Situată în ecoregiunea alpină, aria protejată nu include niciun habitat protejat.
La baza desemnării sitului se află mai multe specii protejate de  plante (2): Hamatocaulis vernicosus, moșișoare (Liparis loeselii).